# 1370 км (колійний пост)
1370 кілометр — закритий залізничний колійний пост Одеської дирекції Одеської залізниці на лінії ім. М.А. Гур’єва — Подільськ.
Розташований між селами Гедеримове Перше Роздільнянського району та Машенька Березівського району Одеської області між станціями Затишшя (7 км) та Перехрестове (6 км).
Зупинка була розрахована на мешканців сіл, що фактично незаселеними є Петрівка, Унтилівка, Прохорівка. Після закриття зупинки 1370 км перегін між станціями Затишшя і Перехрестове став найдовшим (13,3км) на лінії Одеса-Головна — Подільськ.
На платформі не зупиняються приміські поїзди.